# Sandra Luesse
Sandra Carolina Luesse (ur. 16 czerwca 1982 w Berlinie Zachodnim) – amerykańska aktorka i DJ-ka o peruwiańskich i niemieckich korzeniach.

## Wczesne lata
Urodziła się w Berlinie Zachodnim, jako córka Niemca dr. Karla-Heinza Luesse i Peruwianki Lucilli Caroliny Escudero. Przeprowadziła się z rodziną do Stanów Zjednoczonych, gdy miała 7 lat. Jej pierwszym miejscem zamieszkania w tym kraju była Atlanta, następnie Chicago, a potem San Diego. W 2006 roku przeniosła się do Los Angeles, aby kontynuować karierę aktorską. Zaczynała od ról w teledyskach i reklamach, by później przejść do telewizji i produkcji kinowych.

## Kariera
Rozpoczęła karierę w 2007 roku, kiedy została obsadzona w głównej roli teledysku do piosenki Manda una Señal zespołu Maná, hitu latynoskiego rocka, który trafił na pierwsze miejsce listy przebojów Billboard Hot Latin Tracks. Wkrótce po tym dostała rolę Lisy w serialu erotycznym telewizji Cinemax Co-Ed Confidential. W 2011 roku zdobyła nagrodę za najlepszą rolę kobiecą w kinie akcji za rolę Giny Cassidy w filmie Cartel War. Zagrała też u boku Jona Voighta i Dermota Mulroneya w thrillerze sci-fi Beyond. Wystąpiła gościnnie w operze mydlanej Żar młodości oraz zagrała u boku Tony’ego Shalhouba i Steve’a Zahna w serialu Detektyw Monk. Można ją również zobaczyć w serialach To tylko seks i late-night talk-show Jimmy Kimmel Live!.
Luesse jest również międzynarodowej sławy didżejką, która występowała na największych imprezach i w najbardziej rozpoznawalnych klubach na całym świecie, w tym Le Diner en Blanc, Nikki Beach, French Tuesdays, House of Blues, Soho House, a także w słynnym Beverly Hills Hotel. Podczas występów dla ligi koszykarskiej Grammy Entertainment, Luesse zaproponowano prowadzenie własnego, 13-odcinkowego programu zatytułowanego „The Lady Splash Show” na TradioV. Wkrótce została współprowadzącą programów Epic EDM i Techno Buffalo.

## Filmografia
| Rok  | Tytuł                                   | Rola                                              |
| 2001 | American Pie 2                          | dziewczyna na imprezie (niewymieniona w napisach) |
| 2007 | Manda una Señal                         | główna dziewczyna                                 |
| 2006 | Final Move                              | strażniczka                                       |
| 2009 | The Carpenter: Part 1 - And So They Die | Alyssa                                            |
| 2009 | Thanks for Dying                        | Amanda Gallo                                      |
| 2010 | Disrupt/Dismantle - a.k.a. Cartel War   | Gina Cassidy                                      |
| 2010 | Drop Dead Gorgeous                      | Mary Kessler – narrator                           |
| 2012 | Beyond                                  | Manda Lee                                         |
| 2013 | Hot Tub Diaries                         | didżejka                                          |
| 2014 | Tice                                    | Jessica                                           |
| 2014 | Hollywood it!                           | Julia                                             |
| 2015 | The Jokesters                           | Zoe                                               |
| 2015 | The Slice                               | Maria                                             |
| 2019 | Ruta Madre                              | Cherrie                                           |
| ---- | --------------------------------------- | ------------------------------------------------- |

| Rok       | Tytuł              | Rola               | Komentarz                                             |
| 2006      | Jimmy Kimmel Live! | Kate               |                                                       |
| 2007      | Wild 'n Out        | samą siebie        | Ne-Yo (sezon 4, odcinek 2) Lloyd (sezon 4, odcinek 3) |
| 2007–2008 | Co-Ed Confidential | Lisa               | 13 odcinków                                           |
| 2009      | Detektyw Monk      | kelnerka           | Mr. Monk's Other Brother (sezon 7, odcinek 10)        |
| 2011      | Żar młodości       | Sexy Woman         | 1 odcinek                                             |
| 2011      | To tylko seks      | policjantka Trish  | The Benefit of the Right Track (sezon 1, odcinek 5)   |
| 2014      | East Los High      | policjantka Valdez |                                                       |
| --------- | ------------------ | ------------------ | ----------------------------------------------------- |

## Życie osobiste
Obecnie pracuje jako agent nieruchomości. W 2020 roku urodziła córkę Capri.